# Edsåsdalen
Edsåsdalen er et alpint skiområde i Åre Kommune i Jämtlands län, Sverige. Vintersportsstedet har 10 pister og 5 skilifter på den sydlige del af Renfjället. Der findes tre langrendsbaner på henholdsvis treogenhalv, seksogenhalv og tiogenhalv kilometers længde; heraf er førstnævnte en belyst bane til natløb. Der ligger en udendørs skydebane i forbindelse med langrendsbanerne til brug for skiskydning med en kapacitet på 40 personer.
Man kommer til Edsåsdalens skiområde via den cirka 8 kilometer lange asfalterede vej fra Undersåker. Europavej E14, som passerer Undersåker få kilometer nordom, giver forbindelse med Östersund i øst og Trondheim i vest. I Undersåker findes også jerbaneforbindelse med Östersund og Trondheim via Mittbanan. Åre Östersund Lufthavn og Trondheim Lufthavn, Værnes er de nærmeste internationale lufthavne.